# Frank Tippelt
Frank Tippelt (* 2. Juli 1937) ist ein ehemaliger deutscher Gerätturner.

## Leben
Als Mitglied des SC Lok Leipzig wurde Tippelt 1959, 1960, 1961 und 1964 im Bodenturnen Meister der Deutschen Demokratischen Republik sowie 1964 auch am Reck.
Silber bei DDR-Meisterschaften gewann er 1960 (Reck), 1962 (Ringe und Boden), den dritten Platz erreichte er 1960 (Ringe und Barren) und 1964 (Mehrkampf, Ringe). 1962 nahm er an der Weltmeisterschaft in Prag teil.
Tippelt war jahrelang Mitarbeiter des Wissenschaftlichen Zentrums Turnen des Deutschen Turn-Verbandes der DDR.
Tippelts Tochter Anja und sein Sohn Sven turnten ebenfalls auf Leistungsebene, Sven Tippelt gewann Medaillen bei Olympischen Spielen.